# Лесото на Чемпіонаті світу з водних видів спорту 2015
Лесото взяла участь у Чемпіонаті світу з водних видів спорту 2015, який пройшов у Казані (Росія) від 24 липня до 9 серпня.

## Плавання
Плавці Лесото виконали кваліфікаційні нормативи в дисциплінах, які наведено в таблиці (не більш як 2 плавці на одну дисципліну за часом нормативу A, і не більш як 1 плавець на одну дисципліну за часом нормативу B):
Чоловіки
| Спортсмен     | Дисципліна          | Попередній заплив | Попередній заплив | Півфінал        | Півфінал        | Фінал           | Фінал           |
| Спортсмен     | Дисципліна          | Час               | Місце             | Час             | Місце           | Час             | Місце           |
| ------------- | ------------------- | ----------------- | ----------------- | --------------- | --------------- | --------------- | --------------- |
| Мочета Макара | 100 м брасом        | 1:55.91           | 76                | Завершив виступ | Завершив виступ | Завершив виступ | Завершив виступ |
| Мохоро Макара | 50 м вільним стилем | 55.80             | 113               | Завершив виступ | Завершив виступ | Завершив виступ | Завершив виступ |